# Kraakbeenvissen
Kraakbeenvissen (Chondrichthyes) vormen een groep meest in zee levende en vrij zwemmende gewervelde dieren, waarvan het skelet uit kraakbeen bestaat. Daarin onderscheiden zij zich van de beenvisachtigen, die de overgrote meerderheid van de vissen omvat.
Er zijn meer dan 1000 soorten beschreven kraakbeenvissen waaronder ongeveer 400 soorten haaien en 600 soorten roggen en pijlstaartroggen en ongeveer 30 soorten holocephali (zeekatten, chimères of draakvissen, meestal diepzeevissen waarover nog weinig bekend is).
De bekendste kraakbeenvissen zijn de haaien, waaronder de voornaamste roofdieren van de zee zitten. Kraakbeenvissen bestaan al sinds het Laat Ordovicium, het waren de eerste gewervelde dieren met kaken.

## Fossielen
Doordat het kraakbeenskelet gemakkelijk vergaat, zijn er weinig fossiele resten bekend die inzicht kunnen geven in de ontwikkelingsgeschiedenis van deze groep. Wel worden enorme hoeveelheden haaientanden gevonden, doordat veel haaien regelmatig de tanden wisselen. 

## Taxonomie
- Klasse: Chondrichthyes (Kraakbeenvissen)
  - Onderklasse: Elasmobranchii (Haaien en roggen)
    - Superorde: Batoidea (Roggen)
      - Orde: Myliobatiformes
      - Orde: Rhinopristiformes
      - Orde: Rajiformes
      -  Orde: Torpediniformes

    -  Superorde: Selachimorpha (Haaien)
      - Orde: Carcharhiniformes (Grondhaaien)
      - Orde: Heterodontiformes (Varkenshaaien)
      - Orde: Hexanchiformes (Grauwe haaien)
      - Orde: Lamniformes (Makreelhaaien)
      - Orde: Orectolobiformes (Bakerhaaien)
      - Orde: Pristiophoriformes (Zaaghaaien)
      - Orde: Squaliformes (Doornhaaiachtigen)
      -  Orde: Squatiniformes (Zee-engelen)

  -  Onderklasse: Holocephali
    - 
      -  Orde: Chimaeriformes (Draakvissen)

## Haaien en roggen
Volgens onderzoek uit 2009 vormt de superorde Selachimorpha (haaien) geen monofyletische groep, wat leidt tot een andere indeling van de orden. In plaats van de bovengenoemde twee superorden kunnen twee clades worden onderscheiden. De eerste clade bevat alle orden van de roggen samen met de orden van de grauwe haaien, doornhaaiachtigen, zee-engelen en zaaghaaien en heet clade Squalea. De overige vier orden (varkenshaaien, bakerhaaien, makreelhaaien en grondhaaien) hebben een andere gemeenschappelijke afstamming en behoren tot de clade Galeomorphii. Een deel van de haaien heeft dus een gezamenlijke voorouder met de roggen en een deel van de haaien heeft dat niet.
- Klasse: Chondrichthyes (Kraakbeenvissen)
  - Clade: Galeomorphii
    - 
      - Orde: Carcharhiniformes (Grondhaaien)
      - Orde: Heterodontiformes (Varkenshaaien)
      - Orde: Lamniformes (Makreelhaaien)
      -  Orde: Orectolobiformes (Bakerhaaien)

  -  Clade: Squalea
    -  Superorde: Batoidea (Roggen)
      - Orde: Hexanchiformes (Grauwe haaien)
      - Orde: Myliobatiformes
      - Orde: Rhinopristiformes[3]
      - Orde: Pristiophoriformes (Zaaghaaien)
      - Orde: Rajiformes
      - Orde: Squaliformes (Doornhaaiachtigen)
      - Orde: Squatiniformes (Zee-engelen)
      -  Orde: Torpediniformes

Kraakbeenvissen · Vissen · Amfibieën · Reptielen · Vogels · Zoogdieren